# Almeirim (Pará)
Almeirim is een gemeente in de Braziliaanse deelstaat Pará. De gemeente telt 31.192 inwoners (schatting 2009).

## Geografie

### Hydrografie
De plaats ligt aan de rivier de Amazone. De rivier de Jari vormt de grens met de staat Amapá en mondt uit in de Amazone. De Jari heeft een aantal zijrivieren die in de gemeente ontspringen en uitmonden. De rivier de Paru (met zijrivieren) ontspringt in de gemeente en mondt uit in de Amazone. De rivier de Parauaquara maakt deel uit van de gemeentegrens en mondt uit in de Amazone.

### Aangrenzende gemeenten
De gemeente grenst aan Alenquer, Monte Alegre, Óbidos, Laranjal do Jari (AP) en Vitória do Jari (AP).
Over het water van de rivier de Amazone grenst de gemeente aan Gurupá, Porto de Moz en Prainha. 

#### Landsgrens
En met als landsgrens aan het ressort Tapanahony in het district Sipaliwini met het buurland Suriname.

### Beschermde gebieden

#### Inheemse gebieden
- Terra Indígena Parque do Tumucumaque
- Terra Indígena Rio Paru d'Este

#### Bosgebied
- Estação Ecológica do Jari

## Verkeer en vervoer

### Wegen
Almeirim is binnen de gemeente via de hoofdweg PA-473 verbonden met Monte Dourado en Mungubá.

### Waterwegen
De haven Porto de Almeirim heeft een veerdienst op lange afstand met o.a. de steden Belém, Manaus en Santarem. Via Monte Dourado is er een directe verbinding met Belém. Er is een veerdienst op korte afstand tussen Monte Dourado en Laranjal do Jari (AP). En tussen Mungubá en Vitória do Jari (AP).

### Spoor
De spoorlijn van Estrada de Ferro Jari verbindt de fabriek Jari Celulose en de haven Porto de Mungubá met bosbouwgebieden in het binnenland.

### Luchtverkeer
- Aeroporto de Almeirim
- Aeroporto de Monte Dourado

## Galerij

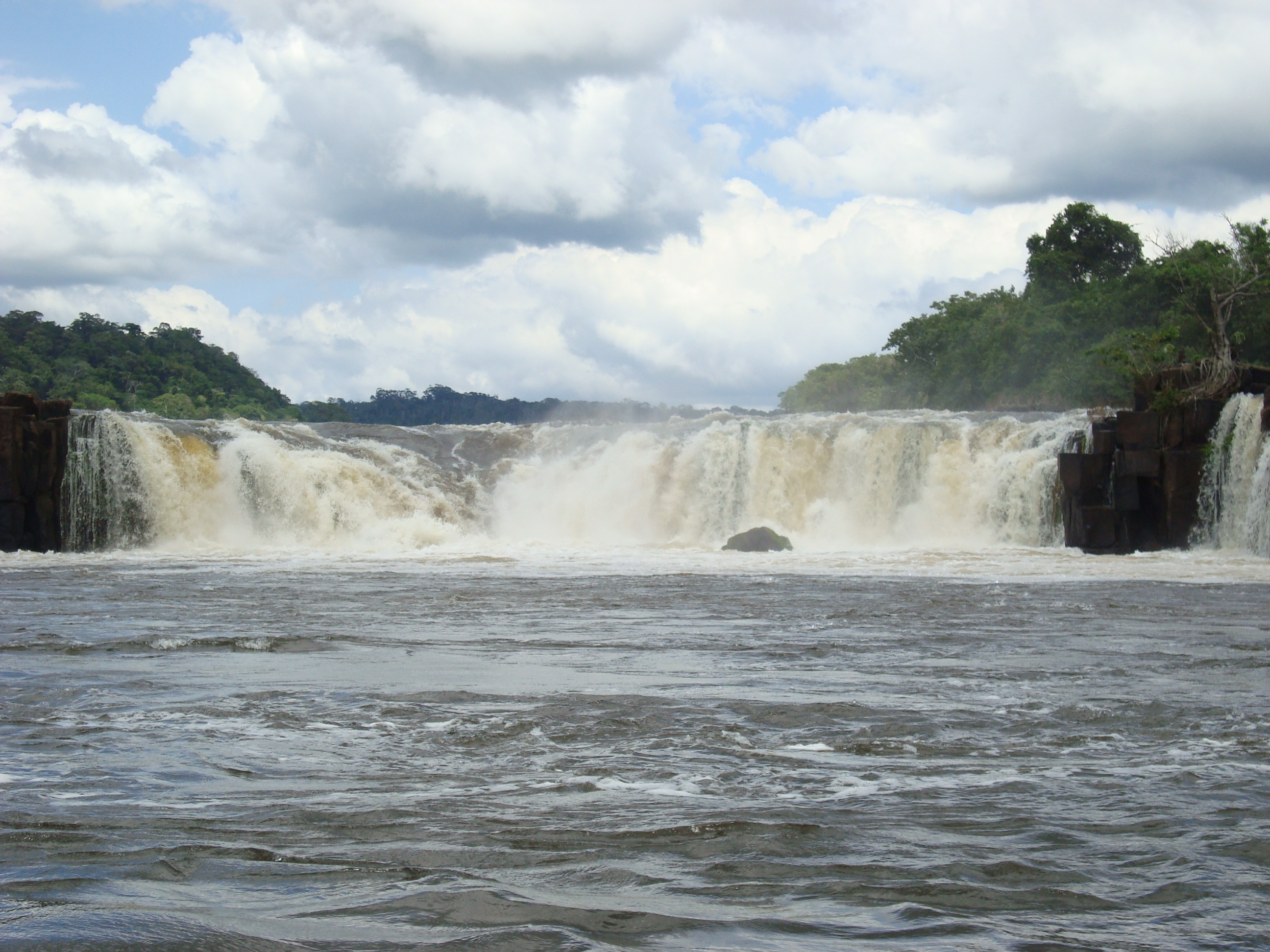
Waterval Cachoeira do Panama in de rivier de Paru
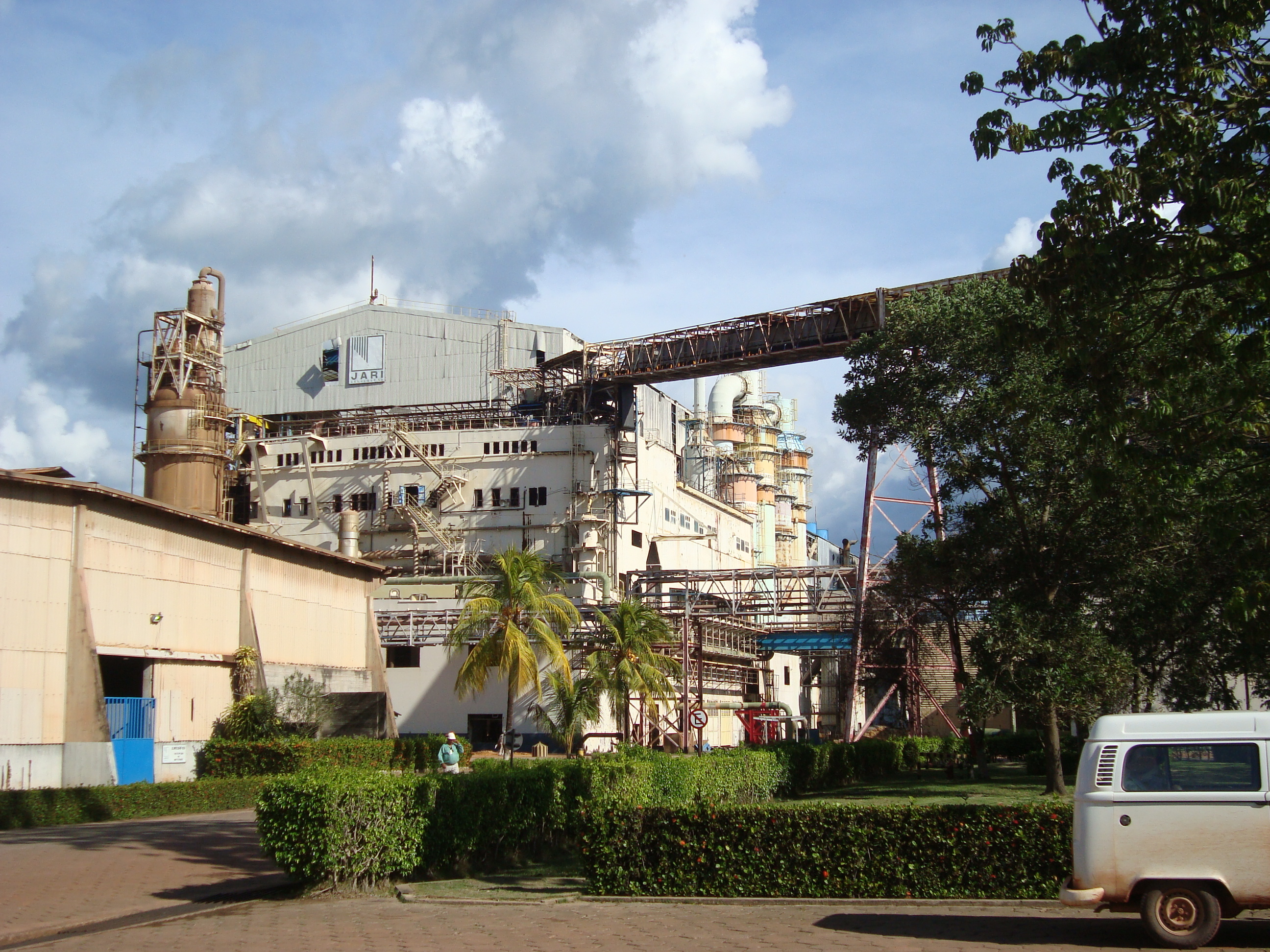
Cellulosefabriek Project Jari gelegen aan de rivier de Jari